# Estudio de suelos
El estudio de suelos, o mapeo de suelos, es el proceso de clasificar los tipos de suelo y otras propiedades del suelo en un área determinada y geocodificar dicha información.

## Trasfondo
Los estudios de suelos aplican los principios de la ciencia del suelo y se basan en gran medida en la geomorfología, las teorías de formación del suelo, la geografía física y el análisis de la vegetación y los patrones de usos del suelo. Los datos primarios para el estudio de suelos se adquieren mediante muestreo de campo y teledetección. La teledetección utiliza principalmente fotografía aérea, pero el LiDAR y otras técnicas digitales están ganando cada vez más popularidad. En el pasado, un científico del suelo llevaba consigo copias impresas de fotografías aéreas, mapas topográficos y claves cartográficas al campo. Hoy en día, un número cada vez mayor de científicos del suelo llevan consigo una computadora robusta y un GPS al campo. La computadora puede cargarse con fotografías aéreas digitales, LiDAR, topografía, geodatabases de suelos, claves de mapeo y más.

## Publicación
El término estudio de suelos también puede usarse como sustantivo para describir los resultados publicados. En la actualidad, los estudios de suelos ya no se publican en formato de libro; se publican en la web y se puede acceder a ellos a través de NRCS Web Soil Survey, donde una persona puede crear un estudio de suelos personalizado. Esto permite un flujo rápido de la información más reciente sobre el suelo al usuario. En el pasado, podía llevar años publicar un estudio de suelos en papel. Actualmente, solo se necesitan unos minutos para que los cambios se hagan públicos. Los datos de estudios de suelos más actuales se ponen a disposición de usuarios de SIG de alto nivel, como empresas de consultoría profesionales y universidades.
La información típica en un estudio de suelos del condado publicado incluye lo siguiente:
- Una breve descripción general sobre cómo utilizar la encuesta.
- Un mapa general de suelos para comparar la sostenibilidad de grandes secciones del área.
- Un mapa detallado con series de suelos específicas delineadas e indexadas.
- Una sección sobre el uso y manejo de los suelos
- Tablas que describen las características físicas y el entorno.
- Tablas que contienen la idoneidad del uso de la tierra según los estándares establecidos.

## Usos
Los agricultores y ganaderos pueden utilizar la información contenida en un estudio de suelos para determinar si un determinado tipo de suelo es adecuado para cultivos o ganado y qué tipo de manejo del suelo podría ser necesario. Un arquitecto o ingeniero podría utilizar las propiedades de ingeniería de un suelo para determinar si es adecuado para un determinado tipo de construcción. Un propietario puede incluso utilizar la información para mantener o construir su jardín, patio o casa.
La información del estudio de suelos se puede utilizar para predecir o estimar el potencial y las limitaciones de los suelos para muchos usos específicos. Un estudio de suelos incluye una parte importante de la información que se utiliza para elaborar planes viables para la gestión de la tierra. La información debe ser interpretada para que pueda ser utilizada por planificadores profesionales y otros. Las predicciones basadas en estudios de suelos sirven como base para emitir juicios sobre el uso y la gestión de la tierra para áreas que van desde pequeñas extensiones hasta regiones de varios millones de acres. Sin embargo, estas predicciones deben evaluarse junto con consideraciones económicas, sociales y ambientales antes de que puedan utilizarse para hacer recomendaciones válidas sobre el uso y la gestión de la tierra.